# جيمس إس. س. تشاو
جيمس إس. س. تشاو (بالإنجليزية: James S.C. Chao)‏ هو رائد أعمال وبحار وشخصية أعمال أمريكي، ولد في 29 ديسمبر 1927 في Jiading, Shanghai ‏ في الصين.